# Lê Lợi, Thường Tín
Lê Lợi là một xã thuộc huyện Thường Tín, thành phố Hà Nội, Việt Nam.
Xã Lê Lợi có diện tích 506 ha, dân số năm 2021 là 8.970 người, mật độ dân số đạt 1.772 người/km². Xã Lê Lợi có 03 khu dân cư: Thôn An Cảnh, thôn Hà Vỹ, thôn Từ Vân, có chợ gia cầm Hà Vỹ lớn nhất miền bắc